# Jelly Beans (groupe)
Pour les articles homonymes, voir Jelly Beans.
Les Jelly Beans sont un duo féminin japonais, composé des chanteuses J-pop Sakura Asakura (Jelly-ko Pink) et Yuuki (Jelly-ko Bleue), qui mènent parallèlement des carrières en solo.

## Histoire
Elles commencent leur collaboration spéciale en mai 2007, travaillant principalement à Akihabara, mais tentent à présent de se faire connaître du public français en participant aux salons Japan Expo, Chibi Japan Expo et Paris Manga, ainsi qu’en effectuant des apparitions sur la chaîne Nolife.
En dehors de leurs activités artistiques, les deux jeunes femmes sont représentantes de Akiba Gakuen 2 nen 1 kumi, un Maid Cafe tokyoïte de style collège-lycée, et ont été également désignées "ambassadrices de la pop-culture du Japon" par le consulat japonais de Düsseldorf.
Remarquées pour leur style des plus adorable et acidulé, elles sont toujours souriantes, pleines de bonne humeur et vont d'elles-mêmes vers le public.

## Discographie

### Singles
- Isshô Seishun (2009)
- Nekketsu Cheer Girl (2008)
- Danshi Kinsei (2008)

### Albums
- JellyBeans-1 (2009)

1.Danshin Kinsei
2.Hikari
3.Millefeuilles
4.LOVE MAGIC
5.Natsu No Owari
6.Futari De
7.Lily
8.Isshou Seishun
9.Another Sky
10.Myself
11.JellyBeans2009